# L-Innu Malti
L-Innu Malti es el himno nacional de Malta. Fue escrito por Dun Karm Psaila, célebre poeta de ese país. Fue tocado por primera vez el 3 de febrero de 1923, y fue declarado oficialmente himno nacional de Malta en 1945.

## Letra

### Enmaltés
| Alfabeto latino (oficial) | Alfabeto árabe (histórico) | Alfabeto griego (obsoleto) | Transcripción AFI |
| Lil din l-art ħelwa, l-Omm li tatna isimha, Ħares, Mulej, kif dejjem Int ħarist: Ftakar li lilha bil-oħla dawl libbist. Agħti, kbir Alla, id-dehen lil min jaħkimha, Rodd il-ħniena lis-sid, saħħa 'l-ħaddiem: Seddaq il-għaqda fil-Maltin u s-sliem. | لذين الأرض حِلوة، الأم اللي عطاتنا اسمها، حارس، مولاي، كيف دايم أنت حرست فتكر لي لِيلْها بالأُحلى دَوْل لبّست. أعطي، كبير الله، الذهن لِلْمِنْ يَحكمها، رُد الحنانة للسيد، صحَّة للخدَّام صدَق العَقدة في المالطين والسلام. | Λιλ διν λαρτ χελϝα, λΟμμ λι τατνα ισιμͱα, Χαρες, Μουλει, κιφ δεϊεμ Ιντ χαριστ: Φτακαρ λι λιλͱα βιλ οχλα δαϝλ λιββιστ. Αατι, κβιρ Αλλα, ιδδεͱεν λιλ μιν ιαχκιμͱα, Ροδδ ιλχνηνα λισσιδ, σαχχα ´λχαδδημ: Σεδδαϙ ιλααϙδα φιλ Μαλτιν ου σσλημ. | [lɪl diːn lɐrt ħɛlwɐ lɔmː lɪ taːtnɐ ɪsɪmhɐ] [ħaːrɛs mʊlɛj kiːv dɛjːɛm ɪnt ħɐrɪst] [ftɐkɐr lɪ liːlħɐ bɪlɔħlɐ dɐwl lɪbːɪst] [aːtiː ɡbiːr ɐlːɐ ɪdːɛːn lɪlmɪn jɐħkɪmhɐ] [rɔtː ɪlħnɪːnɐ lɪsːiːt sɐħːɐ lħɐdːɪːm] [sɛdːɐʔ ɪlaːʔdɐ fiːl mɐltiːn ʊsːlɪːm] |

### Eninglés
Guard her, O Lord, as ever Thou hast guarded,

This Motherland so dear whose name we bear!

Keep her in mind whom Thou hast made so fair!
May he who rules for wisdom be regarded,

In master mercy, strength in man increase!

Confirm us all in unity and peace!

### Traducción alespañoldel texto maltés
A esta hermosa tierra, madre cuyo nombre nos diste

guárdala, Señor, como la guardaste siempre

y ten presente a aquella a quien vestiste con las luces más hermosas.

Da, gran Dios, sabiduría a quienes la gobiernan,

otorga misericordia al señor, salud al trabajador,

y fortalece la unidad y la paz de los malteses.

### Traducción alespañoldel texto inglés
Guárdala, oh Señor, como lo has hecho siempre,

¡esta patria tan querida cuyo nombre llevamos!

¡Ten presente, a quién has hecho tan bella!
Que con las reglas la sabiduría sea respetada,

¡que la misericordia y la fuerza en los hombres crezca!

¡confírmanos en la unidad y la paz!